# This Is War
This Is War je album americké rockové kapely 30 Seconds to Mars. Vyšlo v roce 2009.

## Seznam skladeb
1. „Escape“
2. „Night of the Hunter“
3. „Kings and Queens“
4. „This Is War“
5. „100 Suns“
6. „Hurricane“
7. „Closer to the Edge“
8. „Vox Populi“
9. „Search & Destroy“
10. „Alibi“
11. „Stranger in a Strange Land“
12. „Equinox“

## Videoklipy
- Kings and Queens
- This Is War
- Closer to the Edge
- Hurricane